# Orsières
Orsières is een plaats in Zwitserland. Orsières ligt in het Franse deel van de Walliser Alpen, in het kanton Wallis. Het maakt deel uit van het district Entremont. In Orsières komen de Val d'Entremont, dat is het dal van de Grote Sint-Bernhardpas, en het Zwitserse deel van de Val Ferret samen. Orsières is de grootste plaats in de Val d'Entremont. Dat dal gaat na Orsières nog verder naar Martigny, waar het in het dal van de Rhône uitkomt.
Orsières heeft een oude geschiedenis. Het wordt voor het eerst in 972 genoemd, toen heette het Pons Ursarii. De namen van de families, die in Orsières en de Val Ferret woonden, zijn vanaf de 13e eeuw bekend.
Passagiers kunnen tot Orsières met de trein. Station Orsières is het eindpunt van de spoorlijn Martigny - Orsières. Vanaf het station kunnen zij verder met de bus naar de Grote Sint-Bernhardpas, naar de Val Ferret en naar Champex-Lac.

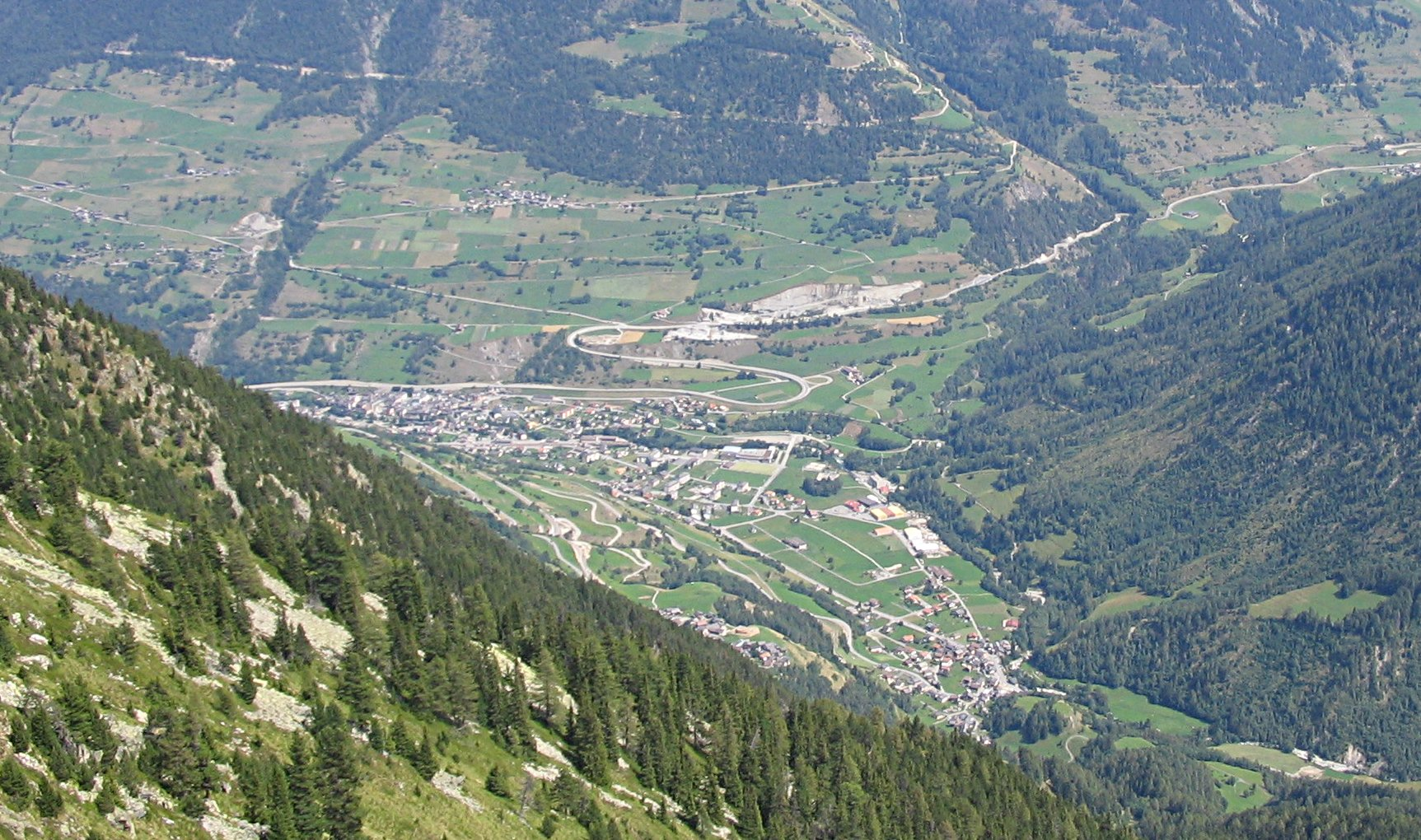
Orsières

## Geboren
- Daniel Yule (1993), alpineskiër
- Arnaud Tissières (1996), wielrenner